# 米津等史
米津 等史（よねつ ひとし、1959年2月24日 - ）は、日本の元政治家。衆議院議員（1期）。

## 人物
東海大学付属高輪台高等学校を経て、東海大学政経学部卒業。
極真空手の創始者大山倍達に非常に可愛がられ、秘書的な役割もつとめていた。
1981年（昭和56年）に大学を卒業し、資生堂に15年勤務した。
1996年（平成8年）、当時の新進党党首・明日の内閣総理大臣小沢一郎の要請により、全国化粧品小売組合連合会の推薦で第41回衆議院議員総選挙に出馬。比例南関東ブロック名簿第1位で立候補し当選。
翌1997年（平成9年）末、新進党は分裂して解党されたため、自由党結成に参加。同党山梨県連会長に就任した。
2000年の第42回衆議院議員総選挙には体調不良を理由に立候補せず、そのまま1期で退任した。
2003年　防衛庁 防衛研究所 客員研究員（アメリカ軍法・行方不明兵に関する法律の研究）
2004年　学校法人 慈恵大学 評議員
2011年の東日本大震災では、アメリカ海兵隊の窓口をつとめ、仙台空港復旧に尽力しトモダチ作戦で重要な役割を果たした。
2018年5月　アメリカ国防総省より民間人最高位の「公務殊勲章」を授与された。
政界引退後は、戦死者の遺骨収容のボランティア活動に取り組んでいる。